# 前1420年代
| 千纪： | 前2千纪 |
| 世纪： | 前16世纪 \| 前15世纪 \| 前14世纪                                                                                     |
| 年代： | 前1450年代 \| 前1440年代 \| 前1430年代 \| 前1420年代 \| 前1410年代 \| 前1400年代 \| 前1390年代                       |
| 年份： | 前1429年 \| 前1428年 \| 前1427年 \| 前1426年 \| 前1425年 \| 前1424年 \| 前1423年 \| 前1422年 \| 前1421年 \| 前1420年 |

## 重要事件及趋势
- 邁錫尼擊破克里特，诺索斯城被毁，邁錫尼時期開始。
- 约前1427年，图特蒙斯三世和其子阿蒙霍特普二世开始共治埃及，前1425年，图特蒙斯三世去世。

## 重要人物
- 图特摩斯三世，埃及法老
- 阿蒙霍特普二世，埃及法老